# Destroyed (album de Moby)
Pour les articles homonymes, voir Destroyed.
Albums de Moby
Wait for Me
(2009) Innocents
(2013)
Destroyed est le dixième album studio de Moby, sorti en 2011. Moby annonce le titre de l'album, le titre des pistes et la date de sortie sur son site internet le 15 février 2011. Un ouvrage photographique sera édité en parallèle à la sortie de l'album.

## Enregistrement et sonorités
La majorité des enregistrements ont eu lieu quand Moby faisait sa tournée. Il restait éveillé dans sa chambre d’hôtel à cause de son insomnie et travaillait sur sa musique jusqu’à plus de 2 heures du matin, « quand toutes les autres personnes de la Terre dorment ». Il amenait toutes ses musiques incomplètes à son appartement où il les finissait à l'aide de sa collection d'instruments uniques. Ses amies Emily Zuzik, Inyang Bassey, Joy Malcolm ainsi que Moby lui-même chantent sur cet album. Musicalement, Moby décrit cet album comme une « musique électronique mélodique et cassé pour les villes vides à 2h du matin ». Il indique aussi que le titre de l'album devient logique quand on en écoute les pistes.
Certaines chansons composées pour l'album Bleu Noir de Mylène Farmer sont présentes sur l'album sous de nouvelles versions réenregistrées avec de nouvelles paroles dont Bleu Noir qui devient The Day ou encore M'effondre Breakdown (sur le second disque de l'édition deluxe).

## Pochette et livret
La photo de la pochette de cet album a été prise à l'Aéroport de LaGuardia. Le vol de Moby était en retard, il décida donc d'explorer l’aéroport. Il passa près d'un panneau électronique qui indiquait que "Tout bagage laissé sans surveillance sera détruit". Comme le panneau ne pouvait afficher qu'un mot à la fois, Moby attendit que le mot "destroyed" (détruit) s'affiche et prit une photo. Il l'utilisa pour la couverture de l'album et de l'ouvrage photographique associé car cela semblait logique quand il écoutait le contenu de l'album.

## Liste des titres

### CD 1
| No  | Titre                    | Durée |
| --- | ------------------------ | ----- |
| 1.  | The Broken Places        | 4:12  |
| 2.  | Be the One               | 3:31  |
| 3.  | Sevastopol               | 4:22  |
| 4.  | The Low Hum              | 4:15  |
| 5.  | Rockets                  | 4:49  |
| 6.  | The Day                  | 4:34  |
| 7.  | Lie Down in Darkness     | 4:27  |
| 8.  | Victoria Lucas           | 5:56  |
| 9.  | After                    | 5:31  |
| 10. | Blue Moon                | 3:32  |
| 11. | The Right Thing          | 4:27  |
| 12. | Stella Maris             | 5:15  |
| 13. | The Violent Bear It Away | 6:52  |
| 14. | Lacrimae                 | 8:07  |
| 15. | When You Are Old         | 2:18  |

### CD 2 (Édition Deluxe)
| No  | Titre                                          | Durée |
| --- | ---------------------------------------------- | ----- |
| 1.  | The Poison Tree                                | 4:41  |
| 2.  | Sandpaper                                      | 3:53  |
| 3.  | Breakdown                                      | 3:46  |
| 4.  | Unter Den Linden                               | 5:02  |
| 5.  | Fortitude                                      | 5:22  |
| 6.  | Washing                                        | 7:57  |
| 7.  | Sweet Dreams                                   | 4:04  |
| 8.  | The Broken Places (Full Length Version)        | 5:57  |
| 9.  | Lie Down In Darkness (Basement Studio Version) | 3:48  |
| 10. | The Day (Orchestral Version)                   | 3:40  |
| 11. | Slow                                           | 7:22  |

### DVD (Édition Deluxe)

#### Vidéos musique
| No | Titre                | Durée |
| -- | -------------------- | ----- |
| 1. | Be The One           | 3:31  |
| 2. | Lie Down in Darkness | 3:30  |
| 3. | Sevastopol           | 3:57  |
| 4. | The Day              | 5:02  |
| 5. | Victoria Lucas       | 6:03  |

#### Saatchi & Saatchi Hello, Future Video Challenge Finalists
| No  | Titre                          | Durée |
| --- | ------------------------------ | ----- |
| 1.  | After (Alberto Gomez "winner") |       |
| 2.  | Be the One (Alexey Terehoff)   |       |
| 3.  | After (Antonin Pevney)         |       |
| 4.  | Be the One (Brian McCann)      |       |
| 5.  | The Day (Frank Belytran)       |       |
| 6.  | Be the One (Frank Belytran)    |       |
| 7.  | Be the One (Frank Belytran)    |       |
| 8.  | Be the One (Frank Belytran)    |       |
| 9.  | Be the One (Oden Roberts)      |       |
| 10. | Be the One (Roland Wittl)      |       |

#### Vidéoslive

##### Wilcox Session Live Studio Recordings
| No | Titre     | Durée |
| -- | --------- | ----- |
| 1. | Porcelain |       |
| 2. | The Day   |       |

##### Main Square Festival, Arras, France
| No | Titre                | Durée |
| -- | -------------------- | ----- |
| 1. | Raining Again        |       |
| 2. | Flower               |       |
| 3. | Lie Down in Darkness |       |
| 4. | Honey                |       |
| 5. | Disco Lies           |       |